# La Zaïroise
La Zaïroise a été l’hymne national du Zaïre (devenu en 1997 la République démocratique du Congo). Il a été écrit par le prêtre jésuite Simon-Pierre Boka et composé par Joseph Lutumba en 1971 lorsque le pays changea de nom à la suite de la zaïrianisation. Ce fut l'hymne national de 1972 à 1997, précédé et suivi par Debout Congolais, également écrit par Boka et composé par Lutumba.

## Paroles
La Zaïroise.
Zaïrois dans la paix retrouvée,
Peuple uni, nous sommes Zaïrois
En avant fier et plein de dignité
Peuple grand, peuple libre à jamais
Tricolore, enflamme-nous du feu sacré
Pour bâtir notre pays toujours plus beau
Autour d'un fleuve Majesté (2x)
Tricolore au vent, ravive l'idéal
Qui nous relie aux aïeux, à nos enfants
Paix, justice et travail. (2x)